# 布雷納德 (紐約州)
布雷納德（英語：Brainard）是位於美國紐約州倫塞勒縣的非建制地區。

## 歷史
布雷納德的郵局自1812年營運至今。

## 地理
布雷納德所處的海拔為高於海平面185米（即607英呎），而該地所採用的時區為UTC-5，即北美东部时区（EST）。同時該地設有夏令時間，為UTC-5調快一小時，即UTC-4（EDT）。